# Недим Сејдиновић
Недим Сејдиновић (Тузла, 15. јун 1972) српски и босанскохерцеговачки је новинар, књижевник, медијски аналитичар и есејиста. Новинар је недељника „Време”, члан Управног одбора Фонда за хуманитарно право и члан Надзорног одбора Независног удружења новинара Србије. Бивши је председник Независног друштва новинара Војводине (2016—2019), дуго година је био главни и одговорни уредник информативног портала Аутономија. Оснивач је и главни уредник издавачке куће „Цензура”.

## Биографија
Рођен је у Тузли 15. јуна 1972. године. У Новом Саду живи од 1992. године. Новинарством се бави од 1992. године. Сарадник бројних новина и портала у Србији и региону.
Написао је две прозне, једну књигу поезије и једну политичких есеја. Добитник је ОЕБС-ове награде за личност године (2017). Од 2019. члан редакције недељника „Време”, колумниста дневникa „Данас” и сарадник портала „Ал Џазира”, Медија центар Сарајево, „Лупига” и „Тачно”". Аутор бројних медијских истраживања и анализа.
Од 2004. до 2012. године био је генерални секретар Независног друштва новинара Војводине, а од 2012. године до априла 2016. налазио се на месту председника Извршног одбора овог удружења. Председник удружења постао је 2016. године, а године 2019. године је поднео оставку. Био је главни и одговорни уредник портала Аутономија од његовог оснивања, 2008. године, до 2019. године.
Добио је награду „Витез позива” за 2024. годину.

## Дела
- „Ходочашће вишка”, проза (1998)
- „Затворски синдром”, есеји (2012)
- „Сан сваког упаљача”, проза (2012)
- "Запратите ме за још корисних информација", поезија (2023)[11]